# زبان پرتغالی در آفریقا

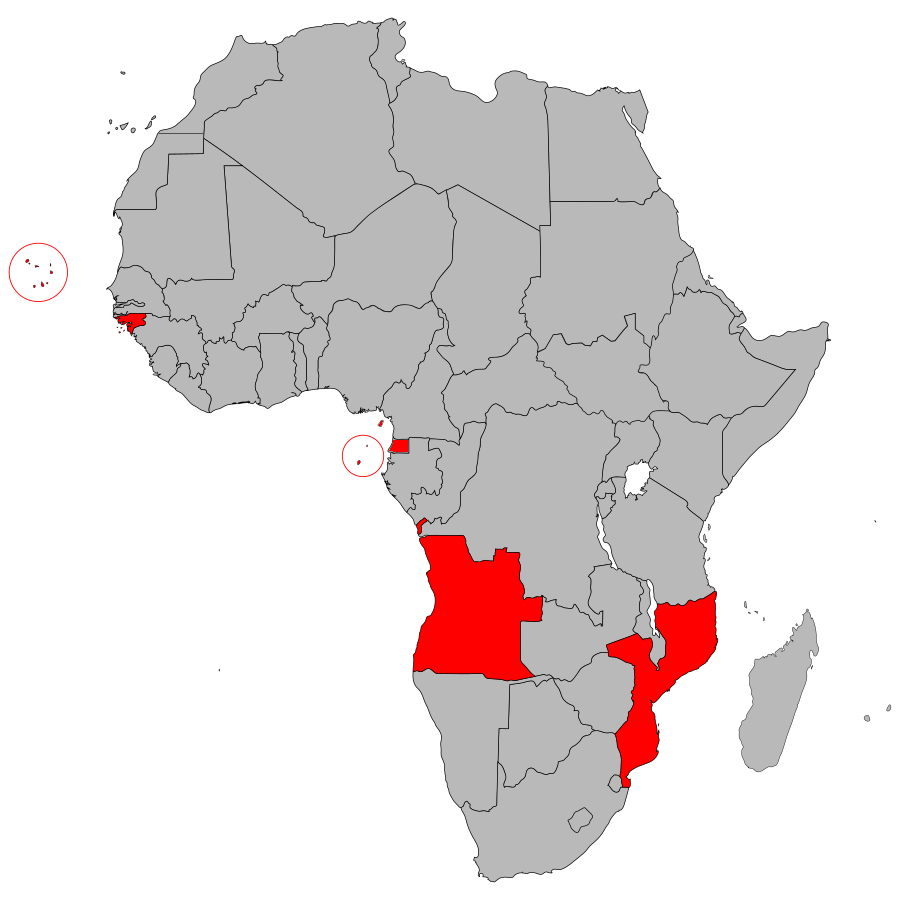
زبان پرتغالی در افریقا به رنگ سرخ

زبان پرتغالی در آفریقا به دوران استعمار و کشف سرزمین‌های جدید از سوی پرتغالی‌ها باز میگردد.امروزه این زبان در آفریقا در پنج کشور سائوتومه و پرنسیب، موزامبیک، گینه بیسائو، آنگولا و کیپ ورد به عنوان زبان اصلی رایج است.ضمن اینکه در حدود یک میلیون پرتغالی زبان نیز در آفریقای جنوبی و شمار زیاد دیگری نیز در نامیبیا و سنگال بسر می برند.زبان پرتغالی در آفریقا تحت تأثیر زبان‌های بومی منطقه‌ای بوده و تفاوت‌های آوایی و واژگانی عمده‌ای با پرتغالی رایج در سایر نقاط دارد.